# Gaston Mobati
Gaston Mobati (ur. 4 września 1961 w Kinszasie, zm. 15 maja 1995) – kongijski piłkarz grający na pozycji napastnika. W swojej karierze rozegrał 1 mecz w reprezentacji Zairu.

## Kariera klubowa
Swoją karierę piłkarską Mobati rozpoczął w klubie AS Bilima, w którym w 1983 roku zadebiutował w pierwszej lidze zairskiej. W 1984 roku wywalczył z nim mistrzostwo Zairu.
W 1986 roku Mobati wyjechał do Francji i został zawodnikiem drugoligowego FC Montceau, w którym grał przez rok. W 1987 roku przeszedł do pierwszoligowego Lille OSC. Swój debiut w nim zaliczył 18 października 1986 w przegranym 1:2 wyjazdowym meczu ze Stade Lavallois. W Lille grał do końca 1989 roku.
Na początku 1990 roku Mobati przeszedł do greckiego Ethnikosu Pireus. Zadebiutował w nim 7 stycznia 1990 w przegranym 0:1 domowym meczu z Ionikosem. Na koniec sezonu 1989/1990 spadł z nim do drugiej ligi.
Latem 1990 Mobati został piłkarzem En Avant Guingamp. Pół roku później przeszedł do AS Beauvais Oise, w którym w 1991 zakończył karierę.

## Kariera reprezentacyjna
W reprezentacji Zairu Mobati zadebiutował 16 marca 1988 w zremisowanym 1:1 grupowym meczu Pucharu Narodów Afryki 1988 z Wybrzeżem Kości Słoniowej. Był to zarazem jego jedyny rozegrany mecz w kadrze narodowej.